# 인피니티 포스: 독수리오형제 최후의 심판
《인피니티 포스: 독수리오형제 최후의 심판》(일본어: Infini-T Force : インフィニティ フォース)은 2018년에 개봉한 일본의 영화이다. 한국에서도 개봉했다. 하지만 판권만료 되며 이제 더 이상 한국 TV에서 볼수 없게 되었다.

## 성우진

### 한국어
- 박상우 - 건 역
- 신정우 - 혁 역
- 오현기 - 캐산 역
- 허성재 - 포리마 역
- 조연우 - 테카맨 역
- 방지원 - 에미 역
- 오은수 - 사사오카 역